# Personnages des Soprano

Cet article présente les personnages fictifs de la série télévisée d'HBO Les Soprano.

## Tableau des personnages
| Acteur                | Personnage                            | Saison 1  | Saison 2  | Saison 3  | Saison 4  | Saison 5  | Road to Respect | Saison 6        | Saison 6        | The Many Saints of Newark |
| Acteur                | Personnage                            | Saison 1  | Saison 2  | Saison 3  | Saison 4  | Saison 5  | Road to Respect | Première partie | Deuxième partie | The Many Saints of Newark |
| --------------------- | ------------------------------------- | --------- | --------- | --------- | --------- | --------- | --------------- | --------------- | --------------- | ------------------------- |
| James Gandolfini      | Tony Soprano                          | Principal | Principal | Principal | Principal | Principal | Principal       | Principal       | Principal       | -                         |
| Michael Gandolfini    | Tony Soprano                          | -         | -         | -         | -         | -         | -               | -               | -               | Principal                 |
| Lorraine Bracco       | Jennifer Melfi                        | Principal | Principal | Principal | Principal | Principal | -               | Principal       | Principal       | -                         |
| Edie Falco            | Carmela Soprano                       | Principal | Principal | Principal | Principal | Principal | -               | Principal       | Principal       | -                         |
| Michael Imperioli     | Christopher Moltisanti                | Principal | Principal | Principal | Principal | Principal | Principal       | Principal       | Principal       | -                         |
| Dominic Chianese      | Corrado « Junior » Soprano            | Principal | Principal | Principal | Principal | Principal | -               | Principal       | Principal       | -                         |
| Vincent Pastore       | Salvatore « Big Pussy » Bonpensiero   | Principal | Principal | Récurrent | -         | Invité    | Principal       | -               | Invité          | -                         |
| Steven Van Zandt      | Silvio Dante                          | Principal | Principal | Principal | Principal | Principal | Principal       | Principal       | Principal       | -                         |
| John Magaro           | Silvio Dante                          | -         | -         | -         | -         | -         | -               | -               | -               | Principal                 |
| Robert Iler           | Anthony Soprano, Jr.                  | Principal | Principal | Principal | Principal | Principal | Principal       | Principal       | Principal       | -                         |
| Jamie-Lynn Sigler     | Meadow Soprano                        | Principal | Principal | Principal | Principal | Principal | -               | Principal       | Principal       | -                         |
| Tony Sirico           | Peter « Paulie Walnuts » Gualtieri    | Principal | Principal | Principal | Principal | Principal | Principal       | Principal       | Principal       | -                         |
| Nancy Marchand        | Livia Soprano                         | Principal | Principal | Invité    | -         | -         | -               | -               | -               | -                         |
| Vera Farmiga          | Livia Soprano                         | -         | -         | -         | -         | -         | -               | -               | -               | Principal                 |
| Drea de Matteo        | Adriana La Cerva                      | Récurrent | Principal | Principal | Principal | Principal | -               | Récurrent       | -               | -                         |
| David Proval          | Richie Aprile                         | -         | Principal | -         | Invité    | Invité    | -               | -               | -               | -                         |
| Aida Turturro         | Janice Soprano                        | -         | Principal | Principal | Principal | Principal | -               | Principal       | Principal       | -                         |
| John Ventimiglia      | Artie Bucco                           | Invité    | Invité    | Principal | Principal | Principal | -               | Principal       | Principal       | -                         |
| Kathrine Narducci     | Charmaine Bucco                       | Invité    | Invité    | Principal | Principal | Principal | -               | Principal       | Principal       | -                         |
| Joe Pantoliano        | Ralph Cifaretto                       | -         | -         | Principal | Principal | Invité    | Invité          | -               | -               | -                         |
| Robert Funaro         | Eugene Pontecorvo                     | -         | -         | Principal | Récurrent | Récurrent | -               | Invité          | -               | -                         |
| Steven R. Schirripa   | Robert « Bobby Bacala » Baccalieri    | -         | Récurrent | Principal | Principal | Principal | -               | Principal       | Principal       | -                         |
| Federico Castelluccio | Furio Giunta                          | -         | Récurrent | Principal | Principal | -         | -               | -               | -               | -                         |
| Vincent Curatola      | John « Johnny Sack » Sacrimoni        | Invité    | Récurrent | Récurrent | Principal | Principal | -               | Principal       | Principal       | -                         |
| Steve Buscemi         | Anthony Blundetto                     | -         | -         | -         | -         | Principal | -               | Invité          | -               | -                         |
| Joseph R. Gannascoli  | Vito Spatafore                        | -         | Récurrent | Récurrent | Récurrent | Récurrent | Principal       | Principal       | -               | -                         |
| Christian Maelen      | Joey LaRocca                          | -         | -         | -         | -         | -         | Principal       | -               | -               | -                         |
| Monica Keena          | Trishelle                             | -         | -         | -         | -         | -         | Principal       | -               | -               | -                         |
| Robert Costanzo       | Angelo Buscetta                       | -         | -         | -         | -         | -         | Principal       | -               | -               | -                         |
| Anthony DeSando       | Brendan Filone                        | Récurrent | -         | -         | -         | -         | -               | -               | -               | -                         |
| Anthony DeSando       | Reggie Filone                         | -         | -         | -         | -         | -         | Principal       | -               | -               | -                         |
| Sharon Angela         | Rosalie Aprile                        | Récurrent | Récurrent | Récurrent | Récurrent | Récurrent | -               | Principal       | Principal       | -                         |
| Dan Grimaldi          | Patsy Parisi                          | -         | Récurrent | Récurrent | Récurrent | Récurrent | -               | Principal       | Principal       | -                         |
| Ray Abruzzo           | Carmine « Little Carmine » Lupertazzi | -         | -         | -         | Invité    | Récurrent | -               | Principal       | Principal       | -                         |
| Frank Vincent         | Phil Leotardo                         | -         | -         | -         | -         | Récurrent | -               | Principal       | Principal       | -                         |
| Toni Kalem            | Angie Bonpensiero                     | -         | Récurrent | Récurrent | Récurrent | Récurrent | -               | Principal       | -               | -                         |
| Greg Antonacci        | Butch DeConcini                       | -         | -         | -         | -         | -         | -               | Invité          | Principal       | -                         |
| Max Casella           | Benny Fazio                           | -         | -         | Récurrent | Récurrent | Récurrent | -               | Récurrent       | Principal       | -                         |
| Carl Capotorto        | Paul « Little Paulie » Germani        | -         | -         | Invité    | Récurrent | Récurrent | -               | Récurrent       | Principal       | -                         |
| Arthur J. Nascarella  | Carlo Gervasi                         | -         | -         | -         | Récurrent | Récurrent | -               | Récurrent       | Principal       | -                         |
| Maureen Van Zandt     | Gabriella Dante                       | -         | Récurrent | Récurrent | Récurrent | Récurrent | -               | Récurrent       | Principal       | -                         |
| Joseph Siravo         | Giovanni "Johnny Boy" Soprano         | Invité    | -         | Invité    | -         | Invité    | -               | -               | Invité          | -                         |
| Jon Bernthal          | Giovanni "Johnny Boy" Soprano         | -         | -         | -         | -         | -         | -               | -               | -               | Principal                 |
| Alessandro Nivola     | Richard "Dickie" Moltisanti           | -         | -         | -         | -         | -         | -               | -               | -               | Principal                 |

## Personnages principaux
- James Gandolfini — Tony Soprano (1999-2007)
- Lorraine Bracco — Dr. Jennifer Melfi (1999-2007)
- Edie Falco — Carmela Soprano (1999-2007)
- Michael Imperioli — Christopher Moltisanti (1999-2007)
- Dominic Chianese — Corrado Soprano Jr. (1999-2007)
- Vincent Pastore — Pussy Bonpensiero (1999-2000, récurrent 2001-2007)
- Steven Van Zandt — Silvio Dante (1999-2007)
- Tony Sirico — Paulie Gualtieri (1999-2007)
- Robert Iler — Anthony Soprano, Jr. (1999-2007)
- Jamie-Lynn Sigler — Meadow Soprano (1999-2007)
- Nancy Marchand — Livia Soprano (1999-2001)
- Drea de Matteo — Adriana La Cerva (2000-2004, récurrent 1999, 2006)
- David Proval — Richie Aprile (2000, récurrent 2004)
- Aida Turturro — Janice Soprano Baccalieri (2000-2007)
- Joe Pantoliano — Ralph Cifaretto (2001-2002)
- Steve Buscemi — Tony Blundetto (2004, récurrent 2006)

## Personnages secondaires
- John Ventimiglia — Artie Bucco (2001-2007, récurrent 1999-2000)
- Federico Castelluccio — Furio Giunta (2001-2002, récurrent 2000)
- Steven R. Schirripa — Bobby « Bacala » Baccalieri (2001-2007, récurrent 2000)
- Robert Funaro — Eugene Pontecorvo (2001, récurrent 2002-2006)
- Kathrine Narducci — Charmaine Bucco (2001-2007, récurrent 1999-2000)
- Vincent Curatola — Johnny « Sack » Sacramoni (2002-2007, récurrent 1999-2001)
- Frank Vincent — Phil Leotardo (2006-2007, récurrent 2004)
- Dan Grimaldi — Patsy Parisi (2006-2007, récurrent 2000-2004)
- Joseph R. Gannascoli — Vito Spatafore (2006, récurrent 2000-2004)
- Toni Kalem — Angie Bonpensiero (2006, récurrent 2000-2004)
- Ray Abruzzo — Carmine Lupertazzi, Jr. (2006-2007, récurrent 2002-2004)
- Sharon Angela — Rosalie Aprile (2006-2007, récurrent 1999-2006)
- Gregory Antonacci — Butch DeConcini (2007, récurrent 2006-2007)
- Max Casella — Benny Fazio (2007, récurrent 2001-2007)
- Carl Capotorto — « Little » Paulie Germani (2007, récurrent 2001-2007)
- Arthur Nascarella — Carlo Gervasi (2007, récurrent 2002-2007)
- Maureen Van Zandt — Gabriella Dante (2007, récurrent 2000-2007)

## Invités récurrents
- Jerry Adler — Herman « Hesh » Rabkin (1999-2007)
- Paul Schulze — Père Phil Intintola (1999-2007)
- Matt Servitto — Agent Dwight Harris (1999-2007)
- Tom Aldredge — Hugh DeAngelis (2000-2007)
- Suzanne Shepherd — Mary DeAngelis (2000-2007)
- Peter Bogdanovich — Dr. Elliot Kupferberg (2000-2007)
- Jason Cerbone — Jackie Aprile, Jr. (2000-2001)
- Tony Lip — Carmine Lupertazzi, Sr. (2001-2004)
- Annabella Sciorra — Gloria Trillo (2001-2004)
- Robert Loggia — Feech La Manna (2004)
- Cara Buono — Kelli Lombardo Moltisanti (2006-2007)

## Liste des personnages

### Famille DiMeo

#### Administration
- Giacomo "Jackie" Aprile, Sr. (Michael Rispoli) — 4 épisodes, saisons 1, 3
- Silvio Dante (Steven Van Zandt)
- Ercole "Eckley" DiMeo — mentionné dans 5 épisodes, saisons 1, 2, 5
- Paulie Gualtieri (Tony Sirico)
- Michael "Mikey Grab Bag" Palmice (Al Sapienza)
- Joseph "Beppy" Sasso — 1 épisode, saison 1
- Corrado "Junior" Soprano (Dominic Chianese)
- Tony Soprano (James Gandolfini)

#### Associés de l'équipe Soprano/Gualtieri/Moltisanti
- Alfie (Michael Goduti) — 1 épisode, saison 4
- Perry Annunziata (Louis Gross) — 4 épisodes, saison 6
- Matthew Bevilaqua (Lillo Brancato Jr.) — 6 épisodes, saison 2
- Patrizio "Uncle Pat" Blundetto (Frank Albanese) — 4 épisodes, saisons 5, 6
- Salvatore "Big Pussy" Bonpensiero (Vincent Pastore)
- Corky Caporale (Edoardo Ballerini) — 4 épisodes, saison 6
- Frankie Cortese (Tony Siragusa)
- Cary DiBartolo (James Vincent Romano)
- Benito "Benny" Fazio (Max Casella)
- Brendan Filone (Anthony DeSando)
- Paul "Little Paulie" Germani (Carl Capotorto)
- Gaetano Giarizzo (Stelio Savante)
- Sean Gismonte (Chris Tardio)
- Furio Giunta (Federico Castelluccio)
- Corky Ianucci
- Peter "Bissell" LaRosa (Jeffrey M Marchetti)
- Thomas Maccarato (Sean P. Carey)
- Christopher Moltisanti (Michael Imperioli)
- Richard "Dickie" Moltisanti (Alessandro Nivola)
- Pasquale "Patsy" Parisi (Dan Grimaldi)
- Phillip "Philly Spoons" Parisi (Dan Grimaldi)
- Fabian "Febby" Petrulio (Tony Ray Rossi)
- George "Georgie" Santorelli (Frank Santorelli)
- John Francis "Johnny Boy" Soprano (Joseph Siravo)
- James "Murmur" Zancone (Lenny Venito)

#### Associés de l’équipe Junior Soprano/Bacala
- Robert "Bobby Bacala" Baccalieri (Steve R. Schirripa)
- Robert "Bobby" Baccalieri, Sr. (Burt Young)
- Thomas "Tommy" Di Palma (Ed Setrakian)
- Salvatore "Mustang Sally" Intile (Brian Tarantina)
- George "Gus" Inzerillo (Craig Zucchero)
- Gennaro "Little Pussy" Malanga (non crédité)
- Murf Lupo (Val Bisoglio)
- Anthony "Tony Black" Maffei (John Cenatiempo (it))
- Joseph "Eggie" Marino (Sonny Zito)
- Donnie Paduana (David Wike)
- Michael "Mikey Grab Bag" Palmice (Al Sapienza)
- Giuseppe "Beppy" Scerbo (Joe Pucillo)
- Charles "Chucky" Signore (Sal Ruffino)

#### Associés de l'équipe Aprile
- Jackie Aprile Jr. (Jason Cerbone)
- Richie Aprile (David Proval)
- Gigi Cestone (John Fiore)
- Ralph Cifaretto (Joe Pantoliano)
- Francis "Big Frank" Cippolina (Michael Squicciarini)
- Robert "Bobby Zanone" Coniglio (Vito Antuofermo)
- "Corky" DiGioia (Duke Valenti)
- Peter "Beansie" Gaeta (Paul Herman)
- Dante "Buddha" Greco (Anthony J. Ribustello)
- Kevin "Dogsy" Interdonato (Kevin Interdonato)
- Donald "Donny K." Kafranza (Raymond Franza)
- Jason Molinaro (William DeMeo)
- Eugene Pontecorvo (Robert Funaro)
- Carlo Renzi (Louis Crugnali)
- Bryan Spatafore (Vincent J. Orofino)
- Vito Spatafore (Joseph R. Gannascoli)
- "Sunshine" (Paul Mazursky)
- Dino Zerilli (Andrew Davoli)

#### Associés de l’équipe Barese
- Albert "Ally Boy" Barese (Richard Maldone)
- Lorenzo "Larry Boy" Barese (Tony Darrow)
- Nicholas "Nicky Spags" Spagnelli (David Francis Calderazzo)

#### Associés de l'équipe Altieri/Gervasi
- James "Jimmy" Altieri (Joe Badalucco)
- Walden Belfiore (Frank John Hughes)
- Tony Blundetto (Steve Buscemi)
- Terrence "Terry" Doria (Ron Castellano)
- Burt Gervasi (Artie Pasquale)
- Carlo Gervasi (Arthur J. Nascarella)
- Salvatore "Sammy" Grigio (Salvatore Piro)
- Vincent "Vinny Pitts" Pisaturo (Gino Carafelli)

#### Autres membres de la famille DiMeo
- Tommy Gilardi
- Tommy Pinto
- "Fat" Jerry Anastasia
- Jimmy Bones (Mike Memphis)
- Joey Cipollini
- Raymond "Buffalo Ray" Curto (George Loros)
- Rocco "Rocky" DiMeo
- Michele « Feech » La Manna (Robert Loggia) — saison 5, épisodes 53, 54, 55, 56

Légende de la mafia du New Jersey, contemporain de Junior et Johnny Soprano, Feech La Manna était un des capo les plus respectés. Lorsqu'il revient dans son quartier après avoir purgé une longue peine de prison, il reprend avec brutalité ses vieilles habitudes de racketteur, sans tenir compte du fait que certaines choses ont changé entre-temps. Il a failli mourir assassiné à cause de cet irrespect des nouvelle règles. Il est mis en prison car ne respectant pas sa liberté conditionnelle (recel de matériels volés).
- A. DiMeo (non crédité)
- Waldemar Wyczchuk
- Romeo Martin
- Francesco "Fritzie" Nesti
- Francesco "Cicci" Sasso (Nick Riao)
- Kevin "Hair" Sharkey (Anthony Corozzo)

#### Responsables des affaires
- Hector Anthony (Manny Siverio)
- Ariel (Ned Eisenberg)
- Dick Barone (Joe Lisi)
- Victor "Vic" Caputo (Joseph Leone)
- Warren Dupree (Brian Anthony Wilson)
- Adriana La Cerva (Drea de Matteo)
- E. Gary La Manna (Michael Cavalieri)
- James "Jimmy" La Manna (Anthony Desio)
- "Black" Jack Massarone (Robert Desiderio)
- Hillel Teittleman (Sig Libowitz)
- Shlomo Teittleman (Chuck Low)
- Maurice Tiffen (Vondie Curtis-Hall)

#### Tueurs à gages
- Antjuan (Sharif Rashed)
- William Johnson "Petite" Clayborn (John Eddins)
- Credenzo Curtis and Stanley Johnson (Curtiss Cook)
- Frank Crisci (Richard Bright)
- Lou "DiMaggio" Gallina (John Castellana)
- Italo and Salvatore (Carlo Giuliano et Peter Allas)
- Rasheen Ray (Touche)
- Special K (J. D. Williams)

#### Autres criminels associés
- Ahmed and Muhammad
- Augustino "Little Augie" Aprile
- Camillo
- Joseph "Joey" Cogo
- Debbie
- Gallegos
- Angelo Giacalone
- Matush Giamona
- Detective Barry Haydu
- Rusty Irish
- Orange J
- Reverend Herman James, Jr.
- Kamal
- Eli Kaplan
- Emil Kolar
- Rene LeCours
- Alex Mahaffey
- Vin Makazian
- Slava Malevsky
- Massive Genius
- Harold Melvoin
- "Yo-Yo" Mendez
- Neil Mink
- Nino
- Willie Overall
- George Paglieri
- Pino
- Herman "Hesh" Rabkin
- Raffaele
- Reuben "The Cuban" Santiago
- Marty Schwartz
- Chief Doug Smith
- Theodore "Teddy" Spirodakis
- Tanno
- Valery
- Ronald Zellman
- Annalisa Zucca
- Mauro Zucca

### Amis et famille

#### Membres de la famille Soprano
- Domenica "Nica" Baccalieri
- Anthony "Tony B." Blundetto
- Quintina Pollio Blundetto
- Brian Cammarata
- Hugo "Hugh" De Angelis
- Mary Pellegrino De Angelis
- Alyssa Giglione
- Thomas "Tommy" Giglione, Jr.
- Thomas "Tom" Giglione, Sr.
- Barbara Soprano Giglione
- Harpo "Hal" (nom de famille inconnu)
- Alphonse "Al" Lombardo
- Rita Lombardo
- Christopher Moltisanti
- Kelli Lombardo Moltisanti
- Joanne Blundetto Moltisanti
- Richard "Dickie" Moltisanti
- Anthony John "A.J." Soprano, Jr.
- Anthony John "Tony" Soprano, Sr.
- Carmela Soprano
- Corrado “Uncle Junior” Soprano, Jr.
- Corrado Soprano, Sr.
- Ercoli "Eckley" Soprano
- Janice Soprano
- John Francis « Johnny Boy » Soprano (Joseph Siravo, Jon Bernthal) — saisons 1, 3, 4, 5, 6 (épisodes 7, 39, 50, 59, 63, 80)

« Johnny Boy » Soprano est le père de Tony. Il est mort d'un emphysème en 1986, plusieurs années avant le début de la série, et on peut le voir dans les flashbacks. C'était un capo respecté de la famille DiMeo, et il a parrainé la carrière de Tony dans la mafia à ses débuts. Son équipe incluait Paulie Gualtieri et Big Pussy Bonpensiero. Il a eu trois enfants avec Livia : Janice, Tony et Barbara.
- Livia Soprano
- Meadow Soprano

#### Comàre
- Svetlana Kirilenko
- Valentina La Paz
- Irina Peltsin
- Julianna Skiff
- Gloria Trillo
- Tracee

#### Amis masculins de Carmela
- Furio Giunta
- Father Phillip "Phil" Intintola
- Vic Musto
- Robert Wegler

#### Amis de la famille Soprano
- Aaron Arkaway
- Artie Bucco
- Charmaine Bucco
- Carter Chong
- Jeannie Cusamano
- Fanny
- Fran Felstein
- Dov Ginsberg
- George Piocosta
- Roberta "Bobbi" Sanfillipo
- Francis Satriale
- David "Davey" Scatino
- Yale Shane

#### Relations avec la famille criminelle DiMeo
- Kelli Aprile
- Rosalie Aprile
- Karen Baccalieri
- Robert "Bobby" Baccalieri III
- Sophia Baccalieri
- Jason & Justin Blundetto
- Kelly Blundetto
- Louise Blundetto
- Angie Bonpensiero
- Edward "Duke" Bonpensiero
- Kevin Bonpensiero
- Matthew Bonpensiero
- Terri Bonpensiero
- Lisa Cestone
- Justin Cifaretto
- Gabriella Dante
- Heather Dante
- Benito "Benny" Fazio, Sr.
- Constanza "Connie" Fazio
- Jennifer "Jen" Fazio
- Jason Gervasi
- Marianucci Gualtieri
- Minn Matrone
- JoJo Palmice
- Donna Parisi
- Jason Parisi
- Patrick Parisi
- Ally Pontecorvo
- Deanna Pontecorvo
- Robert "Robby" Pontecorvo
- Francesca Spatafore
- Marie Spatafore
- Vito Spatafore, Jr.
- MacKenzie Trucillo
- Jim "Johnny Cakes" Witowski

#### Relations avec la famille criminelle Lupertazzi
- Eric DeBenedetto
- Charlie Garepe
- Patty Leotardo
- Nicole Lupertazzi
- Gianna Millio
- Ronald "Ron" Pearse
- Allegra Marie Sacramoni
- Catherine Sacramoni
- Ginny Sacramoni
- Yaryna

#### Amis et associés de Meadow Soprano
- Finn DeTrolio
- Coach Don Hauser
- Caitlin Rucker
- Hunter Scangarelo
- Noah Tannenbaum
- Ally Vandermeed

#### Amis et associés de A.J. Soprano
- Principal Cincotta
- Rhiannon Flammer
- Egon Kosma
- Hernan O'Brien
- Devin Pillsbury
- Jeremy Piocosta
- Blanca Selgado
- Matt Testa
- Patrick Whalen

#### Amis et associés de Christopher Moltisanti
- J.T. Dolan
- Tina Francesco
- Adriana La Cerva
- Liz La Cerva
- Amy Safir
- Richie Santini

#### Médecins
- Dr. Ba
- Dr. Bruce Cusamano
- Dr. Ira Fried
- Dr. John Kennedy
- Dr. Wendy Kobler
- Dr. Krakower
- Dr. Elliot Kupferberg (Peter Bogdanovich) — saisons 2, 3, 4, 5, 6 (épisodes 16, 18, 22, 24, 26, 30, 34, 43, 50, 53, 56, 73, 79, 84, 85)

Psychiatre du docteur Jennifer Melfi, qui lui raconte notamment ses impressions après les séances de Tony Soprano.
- Dr. Mehta
- Dr. Jennifer Melfi
- Dr. Lior Plepler
- Dr. Douglas Schreck
- Dr. Richard Vogel

#### Amis, familles et associés de Jennifer Melfi
- Nils Borglund
- Jason LaPenna
- Richard LaPenna
- Aida Melfi
- Joseph Melfi

### Famille Lupertazzi
- Jerry Basile
- Peter Bucossi
- Lorraine Calluzzo
- Albert "Albie" Cianflone
- Charles 'Chucky' Cinelli
- Salvatore "Coco" Cogliano
- Raymond "Ray-Ray" D'Abaldo
- Butch DeConcini
- Dominic
- Jason Evanina
- Dominic "Fat Dom" Gamiello
- Angelo Garepe
- Anthony Infante
- Jimmy Lauria
- Phil Leotardo
- William "Billy" Leotardo
- Carmine "Little Carmine" Lupertazzi, Jr.
- Carmine Lupertazzi, Sr.
- Jason Masucci
- Rusty Millio
- John Minervini
- Mook
- Muzzy Nardo
- David Pasquale
- Joseph "Joey Peeps" Peparelli
- James Petrille
- Eddie Pietro
- John "Johnny Sack" Sacrimoni
- Faustino "Doc" Santoro
- Anthony Santosusso
- Gerardo "Gerry" Torciano
- Yaryna

### FBI

#### Informateurs du FBI
- Fabian "Febby" Petrulio
- Jimmy Altieri
- Sal "Big Pussy" Bonpensiero
- Adriana La Cerva
- Raymond Curto
- Jack Massarone
- Jimmy Petrille
- Eugene Pontecorvo
- Carlo Gervasi

#### Agents du FBI
- Chief Frank Cubitoso
- Agent Ron Goddard
- Agent Ron Gosling
- Agent Frank Grasso
- Agent Dwight Harris
- Agent Skip Lipari
- Agent Joe Marquez
- Agent Robyn Sanseverino
- Agent Smyj
- Agent Deborah Ciccerone Waldrup
- Agent Mike Waldrup
- FBI Tech